# 劉邦
劉 邦（りゅう ほう、簡体字: 刘 邦、拼音: Liú Bāng）は、前漢の初代皇帝。
沛県の亭長（亭とは当時一定距離ごとに置かれていた宿舎のこと）であったが、反秦連合に参加した後に秦の都咸陽を陥落させ、一時は関中を支配下に入れた。その後項羽によって西方の漢中へ左遷され漢王となるも、東進して垓下に項羽を討ち、前漢を興した。正式には廟号が太祖（たいそ）、諡号が高皇帝（こうこうてい）であるが、通常は高祖（こうそ）と呼ばれることが多い。

## 生涯

### 出生
戦国時代末期に楚の領域だった泗水郡沛県豊邑中陽里（現在の江蘇省徐州市豊県）で、父の劉太公と母の劉媼の間の男児として誕生した。長兄に劉伯、次兄に劉喜が、異母弟に劉交がいる。『史記』によれば劉媼が劉邦を出産する前、沢の側でうたた寝をしていると、夢の中で神に逢い、劉太公は劉媼の上に竜が乗っている姿を見た。その夢の後に劉邦が生まれたという。また、諱の「邦」は『史記』では記されておらず、現在に残る文献で一番古いものでは後漢の荀悦『漢紀』に記され、『史記』『漢書』の注釈でそれを引用している。出土史料から諱が「邦」であったことはおそらく正しいと思われる。また、字の「季」は「末っ子」のことである。
その頃の幼馴染に盧綰と樊噲がおり、共に後の反秦活動に参加している。特に盧綰は、盧綰の父親と劉太公が親友付き合いをしており、また盧綰が劉邦と同じ日に生まれたことから、2人も幼少時から親しくして育った。中国の主要王朝の創始者としては、後年の明の朱元璋と並ぶ庶民出身者であるが、家族が次々餓死して一家離散した朱元璋ほどの極貧な生まれではなかったとされる。ただし、中年期までろくな定職も持たずに過ごし、まともな読み書きも身につけないままであった。その一方で、遊び人なりに多くの人に好かれていたことは、蜂起後に彼の大きな財産となっている。

### 任侠生活
反秦戦争に参加する前の劉邦はいわゆる親分肌の俠客であり、家業を厭い、酒色を好んだ生活をしていた。幼い頃の劉邦は、魏の公子である信陵君を慕い、彼の食客だった外黄県令の張耳を訪ねて親交を深めた。その後、魏が秦により滅亡すると、張耳は姓を変えて陳に忍び込み、劉邦も故郷に戻った。後日、劉邦は帝位についてから大梁を通るたびに信陵君の墓に祭祀を行うことで尊敬を表した。縁あって沛東に位置する泗水の亭長（警察分署長）に就いたが、任務に忠実な官人ではなかった。沛の役人の中に後に劉邦の覇業を助けることになる蕭何と曹参もいたが、彼らもこの時期には劉邦を高くは評価していなかったようである。しかしなぜか人望のある性質であり、仕事で失敗しても周囲が擁護し、劉邦が飲み屋に入れば自然と人が集まり満席になるので、この店は劉邦のツケ払いの踏み倒しを黙認していたと伝えられる。
史記によればある時、劉邦は夫役で咸陽に行ったが、そこで始皇帝の行列を見て「ああ、大丈夫たる者、あのように成らなくてはいかんなあ」と語ったという。またある時、単父の有力者の呂公が仇討ちを避けて沛へとやって来た。名士である呂公を歓迎する宴が開かれ、蕭何がこの宴を取り仕切った。沛の人々はそれぞれ進物に金銭を持参して集まったが、あまりに多くの人が集まったので、蕭何は進物が千銭以下の人は地面に座ってもらおうと提案した。そこへ劉邦がやってきて、進物を「銭一万銭」と呂公に伝えた。あまりの金額に驚いた呂公は、慌てて門まで劉邦を迎え、上席に着かせた。蕭何は劉邦が銭など持っていないのを知っていたので、「劉邦は前から大風呂敷だが、実際に成し遂げたことは少ない（だからこのことも本気にしないでくれ）」と言ったが、呂公は劉邦を歓待し、その人相を見込んで自らの娘を娶わせた。これが呂雉である。
妻を娶ったものの劉邦は相変わらずの俠客であり、呂雉は実家の手伝いをし、2人の子供を育てながら生活していた。史記によればある時、呂雉が田の草取りをしていたところ、通りかかった老人が呂雉の人相がとても貴いと驚き、息子と娘（後の恵帝と魯元公主）の顔を見てこれも貴いと驚き、帰ってきた劉邦がこの老人に人相を見てもらうと「奥さんと子供たちの人相が貴いのは貴方がいるためである。あなたの貴さは言葉にすることができない」と言い、劉邦は大いに喜んだという。『史記』には他にもいくつかの「劉邦が天下を取ることが約束されていた」との話を載せている。ただ、それらの逸話の中で劉邦は赤竜の子であるとする逸話は、漢が火徳の帝朝と称することにつながっている。

### 反秦連合へ

#### 陳勝・呉広の乱と挙兵
ある時、劉邦は亭長の役目を任ぜられ、人夫を引き連れて咸陽へ向かっていたが、秦の過酷な労働と刑罰を知っていた人夫たちは次々と逃亡した。秦は法も厳しく、人夫が足りなければその引率者が責任を取らされる、とやけになった劉邦は浴びるように酒を飲んだ上、酔っ払って残った全ての人夫を逃がした。そして、行くあてがないと残った人夫らと共に沼沢へ隠れた。すると噂を聞きつけた者が子分になりたいと次々と集まり、劉邦は小規模な勢力の頭となった。
紀元前209年、陳勝・呉広の乱が発生し、反乱軍の勢力が強大になると、沛の県令は反乱軍に協力するべきか否かで動揺、そこに蕭何と曹参が「秦の役人である県令が反乱しても誰も従わない。人気のある劉邦を押し立てて反乱に参加するべきだ」と吹き込んだ。一旦はこれを受け入れた県令であったが、劉邦の元に使者が向かった後に考えを翻し、沛の門を閉じて劉邦を締め出そうとした。劉邦は一計を案じて、絹に書いた手紙を城の中に投げ込んだ（当時の中国の都市は基本的に城塞都市である）。その手紙には「今、この城を必死に守ったところで、諸侯（反乱軍）がいずれこの沛を攻め落とすだろう。そうなれば沛の人々にも災いが及ぶことになる。今のうちに県令を殺して頼りになる人物を長に立てるべきだ」と書いてあり、それに応えた城内の者は県令を殺して劉邦を迎え入れ、長老らは新たな県令に就く事を求めた。劉邦は最初は「天下は乱れ、群雄が争っている。自分などを選べば、一敗地に塗れることになる。他の人を選ぶべきだ」と辞退したが、蕭何と曹参までもが劉邦を県令に推薦したので、劉邦はこれを受けて県令となった。以後、劉邦は沛公と呼ばれるようになる。
沛公となった劉邦は蕭何や曹参・樊噲らと共に地元の若者2000～3000人らを率いて武装集団を結成し、秦に服属する胡陵・方与などの周囲の県を攻めに行き、故郷である豊の留守を雍歯という者に任せたが、雍歯は旧魏の地に割拠していた魏咎の武将の周巿に誘いをかけられて寝返ってしまった。怒った劉邦は豊を攻めるが落とすことができず、仕方なく沛に帰った。当時、陳勝は秦の章邯の軍に敗れて逃れたところを殺されており、その傘下に属した戦国時代の楚の公族の末裔である景駒という人物が、同じく陳勝軍の甯君と秦嘉という者に陳勝に代わる王に擁立されていた。劉邦は豊を落とすためにもっと兵力が必要だと考えて、景駒に兵を借りに行った。
紀元前208年、劉邦は甯君と共に秦軍と戦うが、敗れて引き上げ、新たに碭（現在の安徽省宿州市碭山県）を攻めてこれを落とし、ここにいた5、6千の兵を合わせ、さらに下邑（現在の安徽省宿州市碭山県）を落とし、この兵力を持って再び豊を攻めた。
豊を取り返した劉邦であったが、この間に豊などとは比べ物にならないほどに重要なものを手に入れていた。張良である。張良は始皇帝暗殺に失敗した後に、旧韓の地で兵士を集めて秦と戦おうとしていたが、それに失敗して留（沛の東南）の景駒の所へ従属しようと思っていた。張良自身も自らの指導者としての資質の不足を自覚しており、自らの兵法をさまざまな人物に説いていたが、誰もそれを聞こうとはしなかった。ところが劉邦は、出会うなり熱心に張良に言葉を聞き入り、張良はこれに感激して「沛公はほとんど天性の英傑だ」と劉邦のことを褒め称えた。これ以降、張良は劉邦の作戦のほとんどを立案し、張良の言葉を劉邦はほとんど無条件に聞き入れ、ついには天下をつかむことになる。劉邦と張良の関係は、君臣関係の理想として後世の人に仰ぎ見られることになる。その頃、景駒は項梁によって殺され、項梁は薛の地にて各地の諸将を招集し、陳勝の死を確認した上で、反秦勢力の新たな頭領として今後の計画に関する会盟を執り行った。また旧楚の懐王の孫にあたる熊心という人物を探し出して楚王の位に即け、祖父と同じ懐王の号を与えて名目上の君主として擁立した。この会盟には劉邦も参加し、項梁の勢力へと参入する事となる。そして項梁より新たに5000人の兵と10名の将を得て、ようやく豊の地を奪還する事に成功した。
項梁は何度となく秦軍を破ったが、それと共に傲慢に傾いて秦軍を侮るようになり、章邯軍の前に戦死した。劉邦たちは遠征先から軍を戻し、新たに反秦軍の根拠地に定められた彭城（現在の江蘇省徐州市）へと集結した。項梁を殺した章邯は軍を北へ転じて趙を攻め、趙王趙歇の居城の鉅鹿を包囲したため、趙は楚へ救援を求めてきていた。そこで懐王は宋義・項羽・范増を将軍として主力軍を派遣し、趙にいる秦軍を破った後、咸陽へと攻め込ませようとし、その一方で劉邦を別働隊として西回りに咸陽を衝かせようとした。そして懐王はこうした行軍の条件に差を設けた上で、「一番先に関中（咸陽を中心とした一帯）に入った者を、その地の王としよう」と約束した。

#### 関中入り
劉邦は西に別働隊を率いて行軍し、剛武侯の軍の兵4000を奪った後、魏の将軍の皇欣・申徒・武蒲らと合同して昌邑を攻めたものの、これを落とす事はできず、高陽（現在の河南省開封市杞県）へと向かった。ここで劉邦は儒者の酈食其の訪問を受ける。劉邦は大の儒者嫌いで、酈食其に対しても、足を投げ出してその足を女たちに洗わせながら面会するという態度であった。しかしこれを酈食其が一喝すると、劉邦は無礼を詫びて酈食其の進言を聞いた。酈食其は「近くの陳留は、交通の要所であり秦軍の食料も蓄えられているのでこれを得るべきである。城主は反秦軍を脅威に思っているが、民衆からの復讎を恐れているので、降るに降れない。降っても身分を保証すると約束して頂ければ、帰順させるよう説得する」と言った。劉邦はこれを採用し、陳留の県令は説得に応じて降り、交通の要所と大量の兵糧を無血で手に入れた。さらに劉邦はその兵力を合わせて進軍し、大梁を攻め落とした。次いで韓に寄り、寡兵で苦戦していた韓王成と張良を救援して、楊熊率いる秦軍を駆逐し、韓を再建した。そしてその恩義をもって、張良を客将として借り受ける。
さらに南陽郡を攻略し、郡守の呂齮を撃破して、呂齮が宛（現在の河南省南陽市宛城区）に逃げ込んだために張良の助言でこれを包囲した。呂齮の舎人である陳恢の説得に応じて、これを降伏させると、呂齮に殷侯の爵位を封じて宛の地を守らせ、。そして魏の人物である甯昌を秦に派遣するが、この間に項羽の軍が章邯率いる秦の主力軍を撃破し（鉅鹿の戦い）、秦の内部では動揺が走った。始皇帝の死後、秦の朝廷では宦官の趙高が二世皇帝胡亥を傀儡として専横をふるっていたが、この敗戦が胡亥に伝われば自分が責任を取らされると考え、胡亥を弑殺した上で、反乱軍を率いる劉邦に対して、関中を二分して王になろうという密書を送った。劉邦はこれを偽者だと思い、自らの軍をもって武関の守将を張良の策によってだまし討ちにし、これを破って武関を突破した。
さらに藍田にて再び秦軍と対峙し、大量の旗を掲げて見せ掛けの兵数を増やし、兵達による掠奪を禁じたため、秦の民衆は喜び、反乱軍は再び勝利を収めた。史記の張良の伝である「留侯世家」では、武関の撃破の次の戦いは別の拠点である嶢関の攻略戦であり、張良の策によりまず秦の将軍を降伏させた後で、城内に残る兵士達は士気が高くなおも降伏はしないと見越し、騙し討ちで制圧して嶢関を突破した後に、逃げる兵達を追って藍田にて交戦したとされる。
劉邦の軍はやがて覇上（現在の陝西省西安近郊の河川・覇水の周辺の地名）にまで迫った。秦の朝廷ではこの頃、胡亥を暗殺した趙高によって皇族の子嬰が新たに擁立されるも、子嬰は逆に趙高を暗殺し、自らは皇帝ではなく秦王を名乗っていた。子嬰は白装束に首紐をかけた姿で劉邦の軍の前に現れ、皇帝の証である玉璽などを差し出して降伏した。部下の間には子嬰を殺してしまうべきだという声が高かったが、劉邦は「懐王は儂の寛容さに期待を持ったからこそ、儂をここに派遣したのだ。加えて降伏した者に手を掛けるのは不吉だ」と話し、子嬰を官吏に落とすのみで許した上で、咸陽に入城した。

## 漢王劉邦
入城した劉邦は宮殿の中の女と財宝に目がくらみ、ここに留まって楽しみたいと思ったが、部下の樊噲と張良に諫められると一切手を付けず、覇上へと引き上げた。そして関中の父老（村落のまとめ役）を集め、秦の時代の事細かな上に苛烈な法律を「人を殺せば死刑。人を傷つければ処罰。物を盗めば処罰」の三条のみに改めた「法三章」による統治を宣言した。この施策に関中の民は歓喜し、牛・羊の肉や酒などを献上しようとしたが、劉邦は「我が軍の食料が十分だから断るのではない。民に出させるに忍びないのだ」とこれを断った。これを聞いた民衆の劉邦人気は更に大きく高まり、劉邦が王にならなかったらどうしよう、と話し合うほどとなったとされる。
その頃、東から項羽が関中に向かって進撃してきていた。劉邦はある人の「あなたが先に関中に入ったにもかかわらず、項羽が関中に入ればその功績を横取りする。関を閉じて入れさせなければあなたが関中の王のままだ」というを進言を聞いて、関中を守ろうとして関中の東の関門である函谷関に兵士を派遣して守らせていた。劉邦が関中入りできた最大の要因は、秦の主力軍の相手を項羽が引き受けたことにあり、それなのに劉邦は既に関中王になったつもりで函谷関を閉ざしていることに激怒した項羽は、英布に命じてこれを破らせた。項羽の軍師范増は、劉邦が関中で聖人君子の如く振る舞ったのは天下を狙う大望有るゆえと見て、殺すべきと進言。先の激怒もあって、項羽は40万の軍で劉邦を攻めて滅ぼしてしまおうとした。劉邦の部下である曹無傷は、これに乗じて項羽に取り入ろうと「沛公は関中の王位を狙い、秦王子嬰を宰相として関中の宝を独り占めにしようとしております」と讒言したので、項羽はますます激怒した。
項羽軍は劉邦軍より兵力も勇猛さも圧倒的に上であり、劉邦はこの危機を打開しようと焦っていたが、ちょうどその時、項羽の叔父である項伯が劉邦軍の陣中に来ていた。項伯はかつて張良に恩を受けており、その恩を返すべく危機的状況にある劉邦軍から張良を救い出そうとしたのである。しかし張良は劉邦を見捨てて一人で生き延びることを断り、項伯を劉邦に引き合わせて何とか項羽に弁明させてほしいと頼み込んだ。項伯の仲介が功を奏し、劉邦と項羽は弁明のための会合を持つ。この会合で劉邦は何度となく命の危険があったが、張良や樊噲の働きにより虎口を脱した。項羽は劉邦を討つ気が失せ、また弁明を受け入れたことで討つ名目も失った。これが鴻門の会である。陣中に戻った劉邦は、まず裏切者の曹無傷を処刑してその首を陣門に晒した。
その後、項羽は咸陽に入り、降伏した子嬰ら秦王一族や官吏4千人を皆殺しにし、宝物を持ち帰り、華麗な宮殿を焼き払い、さらに始皇帝の墓を暴いて宝物を持ち出している。劉邦の寛大さと対照的なこれらの行いは、特に関中の人民から嫌悪され、人心が項羽から離れて劉邦に集まる一因となっている。
項羽は彭城に戻って「西楚の覇王」を名乗り、名目上の王である懐王を義帝と祭り上げて辺境に流し、その途上でこれを殺した。紀元前206年、項羽は諸侯に対して封建（領地分配）を行う。しかしこの封建は非常に不公平なもので、その基準は功績ではなく、項羽との関係が良いか悪いかに拠っていたため多くの不満を買い、すぐ後に次々と反乱が起きるようになる。劉邦にも約束の関中の地とはいえ、咸陽周辺ではなくその西側の一地方であり奥地・辺境である漢中および巴蜀が与えられた（当時「関中」には統一以前の秦の領土を指す意味もあった）。このとき劉邦を「左に遷す」と言ったことから、これが左遷の語源になったと言われている。さらに劉邦の東進を阻止するために、関中は章邯ら旧秦軍の将軍3人に分割して与えられた。
当時の漢中は、流刑地とされるほどの非常な辺境であった。そこへ行くには「蜀道の険」と呼ばれる、人一人がやっと通れるような桟道があるだけで、劉邦が連れていた3万の兵士は途中で多くが逃げ出し、残った兵士も東に帰りたいと望んでいた。

### 項羽との対決
この時期に劉邦陣営に新たに加わったのが韓信である。韓信は元は項羽軍にいたが、その才能がまったく用いられず、劉邦軍へと鞍替えしてきたのである。最初は単なる兵卒や下級将校であったが、やがて韓信の才能を見抜いた蕭何の推挙により、大将軍となった。その際に韓信は、「項羽は強いがその強さは脆いものであり、特に処遇の不満が蔓延しているため東進の機会は必ず来る。劉邦は項羽の逆を行えば人心を掌握できる」と説いた。また、「関中の三王は20万の兵士を犠牲にした秦の元将軍であり、人心は付いておらず関中は簡単に落ちる。劉邦の兵士たちは東に帰りたがっており、この帰郷の気持ちをうまく使えば強大な力になる」と説いた。劉邦はこの進言を全面的に用いた。
そして韓信の予言通り、項羽に対する反乱が続発し、項羽はその鎮圧のため常勝ながら東奔西走せざるを得なくなる。項羽は劉邦にも疑いの目を向けたが、劉邦は張良の策によって桟道を焼き払って漢中を出る意志がないと示し、更に項羽に対して従順な文面の手紙を出して反抗する気がないように見せかけていた。これで項羽は安心し、反乱を起こしていた斉の田栄を討伐に向かった。
それを見た劉邦は、桟道以前に使われていた旧道を通って関中に出撃し、一気に章邯らを破って関中を手に入れ、ここに社稷を建てた。
一方、遠征先の斉でも、項羽は相変わらず城を落とすたびにその住民を皆殺しにする蛮行を繰り返したため、斉の人々は頑強に抵抗した。このため項羽は斉攻略にかかりきりになり、その隙に乗じた劉邦はさらに東へと軍を進め、途中の王たちを恭順・征服しながら項羽の本拠地・彭城を目指した。

#### 大敗
紀元前205年、劉邦は味方する諸侯との56万と号する連合軍を引き連れて彭城へ入城した。入城した漢軍は勝利に浮かれてしまい、日夜城内で宴会を開き、女を追いかけ回すという有様となった。一方、彭城の陥落を聞いた項羽は自軍から3万の精鋭を選んで急いで引き返し、油断しきっていた漢軍を散々に打ち破った。この時の漢軍の死者は10万に上るとされ、川が死体のためにせき止められたという（彭城の戦い）。劉邦は慌てて脱出したが、劉太公と呂雉が楚軍の捕虜となってしまった。この大敗で、それまで劉邦に味方していた諸侯は一斉に楚になびいた。
劉邦は息子の劉盈（後の恵帝）と娘（後の魯元公主）と一緒に馬車に乗り、夏侯嬰が御者となって楚軍から必死に逃げていた。途中で追いつかれそうになったので、劉邦は車を軽くするために2人の子供を突き落とした。あわてて夏侯嬰が2人を拾ってきたが劉邦はその後も落とし続け、そのたびに夏侯嬰が拾ってきた。
劉邦は碭で兵を集めて一息ついたものの、ここで項羽に攻められれば防ぎきれないことは明らかだったので、随何に命じて楚軍の英布を味方に引き込むことに成功したが、英布は楚の武将の竜且と戦って破れ、劉邦軍と合流した。劉邦は道々兵を集めながら軍を滎陽に集め、周囲に甬道（壁に囲まれた道）を築いて食料を運び込ませ、籠城の用意を整えた。この時期、劉邦の幕僚に謀略家・陳平が加わっている。
その一方、別働隊に韓信を派遣し、魏・趙を攻めさせて項羽を背後から牽制しようとした。また元盗賊の彭越を使い、項羽軍の背後を襲わせた。
紀元前204年、楚軍の滎陽攻撃は激しく（滎陽の戦い）、甬道も破壊されて漢軍の食料は日に日に窮乏してきた。ここで陳平は項羽軍に離間の計を仕掛け、項羽とその部下の范増・鍾離眜との間を裂くことに成功する。范増は軍を引退して故郷に帰る途中、怒りの余り、背中にできものを生じて死亡した。
離間の計は成功したものの、漢の食糧不足は明らかであり、将軍の紀信を劉邦の影武者に仕立てて項羽に降伏させ、その隙を狙って劉邦本人は西へ脱出した。その後、滎陽は御史大夫の周苛、樅公が守り、しばらく持ちこたえたものの、項羽によって落とされた。
西へ逃れた劉邦は関中にいる蕭何の元へ戻り、蕭何が用意した兵士を連れて滎陽を救援しようとした。しかし袁生が、真正面から戦ってもこれまでと同じことになる、南の武関から出陣して項羽をおびき寄せる方がいいと進言した。劉邦はこれに従って南の宛に入り、思惑通り項羽はそちらへ向かった。そこで項羽の後ろで彭越を策動させると、こらえ性のない項羽は再び軍を引き返して彭越を攻め、その間に、劉邦も引き返してくる項羽とまともに戦いたくないので、北に移動して成皋（現在の河南省鄭州市滎陽市）へと入った。項羽は戻ってきてこの城を囲み、劉邦は支えきれずに退却した。
夏侯嬰のみを供として敗走していた劉邦は、韓信軍が駐屯していた修武（現在の河南省焦作市修武県）へ行って、韓信が陣中で寝ているところに入り込み、韓信の軍隊を取り上げた。さらに劉邦は韓信に対して斉を攻めることを命じ、曹参と灌嬰を韓信の指揮下とした。また盧綰と従兄弟の劉賈を項羽の本拠地である楚へ派遣し、後方攪乱を行わせた。
韓信はその軍事的才能を遺憾なく発揮し、斉をあっさりと下し、楚から来た20万の軍勢と竜且をも討ち破った。ただ斉を攻める際に手違いがあり、斉に漢との同盟を説きに行った酈食其が殺されるということが起きている。

#### 再び敗れる
紀元前203年、劉邦は項羽と対陣して堅く守る作戦をとっていたが、一方で項羽の後ろで彭越を活動させ、楚軍の兵站を攻撃させていた。項羽は部下の曹咎に「15日で帰るから手出しをしないで守れ」と言い残して出陣し、彭越を追い散らしたが、曹咎は漢軍の挑発に耐えかねて出陣し、大敗していた。漢軍は項羽が帰ってくると再び防禦に徹し、項羽が戦おうと挑んでもこれに応じなかった。
その頃、韓信は斉を完全に制圧し、劉邦に対して鎮撫のため仮の斉王になりたいとの使者を送ってきた。これを聞いた劉邦は怒って声を荒らげそうになったが、それを察知した張良と陳平に足を踏んで諫められ、もし韓信が離反してしまえば取り返しがつかないことを悟り、韓信を正式な斉王に封じた。
漢楚両軍は長い間対峙を続け、しびれを切らした項羽は捕虜になっていた劉太公を引き出して大きな釜に湯を沸かし「父親を煮殺されたくなければ降伏しろ」と迫ったが、劉邦はかつて項羽と義兄弟の契りを結んでいたことを持ち出して「お前にとっても父親になるはずだから殺したら煮汁をくれ」とやり返した。次に項羽は「二人で一騎討ちをして決着をつけよう」と言ったが、劉邦は笑ってこれを受けなかった。そこで項羽は弩の上手い者を伏兵にして劉邦を狙撃させ、矢の1本が胸に命中した劉邦は大怪我をした。これを味方が知れば全軍が崩壊する危険があると考え、劉邦はとっさに足をさすり、「奴め、俺の指に当ておった」と言った。その後劉邦は重傷のため床に伏せたが、張良は劉邦を無理に立たせて軍中を回らせ、兵士の動揺を収めた。
一方、彭越の後方攪乱によって楚軍の食料は少なくなっていた。もはや漢も楚も疲れ果て、天下を半分に分けることを決めて講和した。この時、劉太公と呂雉は劉邦の下に戻ってきている。

### 天下統一
項羽は東へ引き上げ、劉邦も西へ引き上げようとしていたが、張良と陳平は退却する項羽の軍を攻めるよう進言した。もしここで両軍が引き上げれば楚軍は再び勢いを取り戻し、漢軍はもはやこれに対抗できないだろうというのである。劉邦はこれを容れて、項羽軍の後方を襲った。
劉邦は同時に、韓信と彭越に対しても兵士を連れて項羽攻撃に参加するように要請したが、どちらも来なかった。劉邦が恩賞の約束をしなかったからである。張良にそれを指摘された劉邦は思い切って韓信と彭越に大きな領地の約束をし、韓信軍と彭越軍を加えた劉邦軍は一気に膨張した。項羽に対して有利な立場に立ったことで、その他の諸侯の軍も雪崩をうって劉邦に味方し、ついに項羽を垓下に追い詰めた。
追い詰めはしたものの、やはり項羽と楚兵は勇猛であり、漢軍は連日大きな犠牲を出した。このため張良と韓信は無理に攻めず包囲しての兵糧攻めを行い、楚軍を崩壊させた。項羽は残った少数の兵を伴い包囲網を突破したが、楚へ逃亡することを潔しとせず、途中で漢の大軍と戦って自害した（垓下の戦い）。遂に項羽を倒した劉邦は、いまだ抵抗していた魯を下し、残党たちの心を静めるために項羽を厚く弔った。
紀元前202年、劉邦は群臣の薦めを受けて、ついに皇帝に即位した。
論功行賞をした際、戦場の功のある曹参を第一に推す声が多かったが、劉邦はそれを退けて蕭何を第一とした。常に敗れ続けた劉邦は、蕭何が常に用意してくれた兵員と物資がなければとっくの昔に滅び去っていたことを知っていたのである。また韓信を楚王に、彭越を梁王に封じた。張良にも3万戸の領地を与えようとしたが、張良はこれを断った。また、劉邦を裏切って魏咎に就くなど、挙兵時から邪魔をし続けながら、最後はまたぬけぬけと漢中陣営に加わり、功こそあれど劉邦が殺したいほど憎んでいた雍歯を速やかに什方侯にした。これは、論功行賞で不平を招いて反乱が起きないための張良の策で、他の諸侯に「あの雍歯が賞せられたのだから、自分にもちゃんとした恩賞が下るだろう」と安心させる効果があった。
劉邦は最初洛陽を首都にしようと考えたが、劉敬が長安を首都にする利点を説き、張良もその意見に賛同すると、すぐさま長安に行幸し首都に定めた。
劉邦が家臣たちと酒宴を行っていた時、劉邦は「皆、俺が天下を勝ち取り、項羽が敗れた理由を申してみよ」と言った。これに答えて高起と王陵が「項羽は傲慢で人を侮ります。これに対して陛下は仁慈で人を慈しみます。しかし陛下は功績があった者には惜しみなく領地を与え、天下の人々と利益を分かち合います。これに対して項羽は賢者を妬み、功績のある者に恩賞を与えようとしませんでした。これが天下を失った理由と存じます」と答えた。
劉邦は「お前達も案外わかっておらんな。俺は張良のように策を帷幕の中に巡らし、勝ちを千里の外に決する事は出来ん。蕭何のように民を慰撫して補給を途絶えさせず、民を安心させる事も、韓信のように軍を率いて戦いに勝つ事もな。だが俺はこの張良・蕭何・韓信という3人の英傑を見事に使いこなす事が出来た。反対に項羽は范増1人すら使いこなす事が出来なかった。これが俺が天下を勝ち取った理由である」と答え、その答えに群臣は敬服した。

### 粛清
その年の7月、燕王臧荼が反乱を起こし、劉邦は親征してこれを下し、幼馴染の盧綰を燕王とした。その中で劉邦は次第に部下や諸侯に猜疑の目を向けるようになった。特に韓信・彭越・英布の3人は領地も広く、百戦錬磨の武将であり、最も危険な存在であった。
ある時「韓信が反乱を企んでいる」と讒言する者があった。群臣たちは韓信に対する妬みもあり、これを討伐するべきだと言ったが、陳平は軍事の天才・韓信とまともに戦うのは危険であると説き、だまして捕らえることを提案した。劉邦はこれを受け入れて、巡幸に出るから韓信も来るようにと言いつけ、匿っていた鍾離眜の首を持参した韓信がやって来たところを虜にし、楚王から格下げして淮陰侯にした。
紀元前201年、匈奴に攻められて降った韓王信がそのまま反乱を起こした。劉邦はまた親征してこれを下した。紀元前200年、匈奴の冒頓単于を討つため、さらに北へ軍を動かした。しかし、冒頓単于は弱兵を前方に置いて、負けたふりをして後退を繰り返したので、追撃を急いだ劉邦軍の戦線が伸び、劉邦は少数の兵とともに白登山で冒頓単于に包囲された。この時、劉邦は7日間食べ物がなく窮地に陥ったが、陳平の策略により冒頓単于の妃に賄賂を贈り、脱出に成功した（白登山の戦い）。その後、劉邦と冒頓単于は匈奴を兄・漢を弟として毎年貢物を送る条約を結び、以後は匈奴に対しては手出しをしないことにした。
紀元前196年、韓信は反乱を起こそうと目論んだが、蕭何の策で捕らえられ、誅殺された。この時、劉邦は遠征に出ていたが、帰って韓信が誅殺されたことを聞かされるとこれを悲しんだ。
同年、彭越は捕らえられて蜀に流されるところを呂雉の策謀により誅殺され、一人残った英布は反乱を起こした。劉邦はこの時体調が優れず、太子（恵帝）を代理の将にしようかと考えていたが、呂雉らにこれを諫められ、親征して英布を下した。この遠征から帰る途中で故郷の沛に立ち寄って宴会を行い、この地の子供120人を集めて「大風の歌」を歌わせた。
大風起こりて雲飛揚す（大風起兮雲飛揚）

威海内に加わりて故郷に帰る（威加海内兮帰故郷）

いずくむぞ猛士を得て四方を守らしめん（安得猛士兮守四方）
そして沛に永代免租の特典を与え、沛の人たちから請われて故郷の豊にも同じ特典を与えた。

### 晩年
英布戦で受けた矢傷が元で、さらに病状が悪化し、紀元前195年に呂雉に対して、今後誰を丞相とするべきかの人事策を言い残して崩御した。
この際、自らの死期を悟った劉邦は、「死後どうすればよいのか」と問う呂雉に対し、「（丞相・相国の）蕭何に任せておけばよい。その次は曹参が良かろう」と言う。
さらに何度も「その次は？」と聞く呂雉へ「その次は王陵が良いだろうが、愚直すぎるので陳平を補佐とするとよい。だが陳平は頭が切れすぎるから、全てを任せるのは危ない。社稷を安んじるものは必ずや周勃であろう」と言った。
そして、なおも「その次は？」と聞く呂雉に「お前はいつまで生きるつもりだ。その後はお前にはもう関係ない」と言っている。
死後、太子の劉盈が即位したが（恵帝）、実権は全て呂雉に握られ、呂氏の時代が来る。呂雉の死後、周勃と陳平により呂氏は粛清され、恵帝の異母弟の代王劉恒（文帝）が迎えられて、文景の治の繁栄となる。劉邦の人物眼の確かさがうかがえる。

## 佩剣

### 斬蛇剣（ざんじゃけん）・赤霄剣（せきしょうけん）・三尺剣
漢王朝の創始者・劉邦（高祖）が所持したとされる伝説の宝剣。主に「白蛇斬り」の故事と鴻門の宴での佩剣記録で知られる。実用武器としての役割に加え、君権神授の象徴として漢王朝の正統性を支えた。
前209年、劉邦が芒砀山へ逃亡中、大蛇（白帝の子とされる）を斬り捨てた事件を起源とする。『史記』によれば、この剣は三尺（約69cm）の鉄剣で、赤帝の子たる劉邦の天命を証明した。後世の史書では「七尺剣」と誇張され、帝王の象徴へ昇華された。
西晋・元康5年（295年）、洛陽の武庫火災で王莽の首級・孔子の履などと共に焼失したと『晋書』が記録。一方『三十国春秋』では「剣が屋根を突き破り飛去」との伝説を残す。

## 人物
- 劉邦は鼻が高く、立派な髭をしており、いわゆる竜顔、顔が長くて鼻が突き出ている顔をしていたという。また、太股に72の黒子があった。72とは1年360日を五行思想の5で割った数で、当時ではかなりの吉数である。
- 「劉氏冠」という竹の皮で作った冠を身に着けていた[51]。
- 伝説の中で、劉邦は「赤帝子」と呼ばれ、劉媼が赤竜の夢を見て生まれたと伝えられているため、赤竜の子でもあり、赤帝は「火徳」を司る天帝炎帝であるため、劉邦は伝説の中で赤帝の子であり、白帝子である竜蛇を赤霄剣で斬った。

## 劉邦の影響
中国史上最初の皇帝始皇帝は以後の中国にとって悪例として残り、その後の混乱を収めた劉邦は好例として「皇帝（英雄）とはかくあるべき」という理想を、後世の多くの人々の心に形作ることになる。例えば明の朱元璋は謀将李善長より「高祖を手本とすれば、天下はあなたのものになる」と進言され、これを受け入れている。
特に劉邦と張良の関係に代表される、有能な部下を全面的に信頼してその才を遺憾なく発揮させる点は、後の世にもたびたび引き合いに出された。

### 中国
- 西晋滅亡後の混乱期（五胡十六国時代）において後趙を建国し皇帝を名乗った石勒は、過去の人物らを評して「劉邦に会ったら（その部下となって）韓信や彭越と先陣を競うだろう。光武帝劉秀に会ったなら、互いに中原の鹿を追い（天下を争い）雌雄を決するだろう。大丈夫たる者、磊磊落落、日月が明るく輝くように物事を行うべきであって、曹操や司馬懿らのように孤児や寡婦を欺き、狐のように媚びて天下を取るような真似は絶対にできない」と評している[53]。

### 日本
- 飛鳥時代の天武天皇は壬申の乱にて大友皇子を破り親征を開始するに当たって、赤の色を積極的に用いたと推測されるが、これは自身を劉邦になぞらえる気持ちがあったとも推測されている[54]。

## 后妃と子女
|  |  |  |  |  |  |  |  |             |             |             |             |             |             |  |  |               |               |               |               |               |               |  |  |                 |                 |                 |                 |                 |                 |  |  |               |               |               |               |               |               |  |  |                |                |                |                |                |                |  |  |              |              |              |              |              |              |  |  |             |             |             |             |             |             |  |  |  |  |  |  |  |  |  |  |  |  |  |  |  |  |  |  |  |  |  |  |  |  |  |  |  |  |  |  |  |  |  |  |  |  |  |  |
|  |  |  |  |  |  |  |  |             |             |             |             |             |             |  |  |               |               |               |               |               |               |  |  |                 |                 |                 |                 |                 |                 |  |  | 太上皇 劉煓   |               |               |               |               |               |  |  |                |                |                |                |                |                |  |  |              |              |              |              |              |              |  |  |             |             |             |             |             |             |  |  |  |  |  |  |  |  |  |  |  |  |  |  |  |  |  |  |  |  |  |  |  |  |  |  |  |  |  |  |  |  |  |  |  |  |  |  |
|  |  |  |  |  |  |  |  |             |             |             |             |             |             |  |  |               |               |               |               |               |               |  |  |                 |                 |                 |                 |                 |                 |  |  |               |               |               |               |               |               |  |  |                |                |                |                |                |                |  |  |              |              |              |              |              |              |  |  |             |             |             |             |             |             |  |  |  |  |  |  |  |  |  |  |  |  |  |  |  |  |  |  |  |  |  |  |  |  |  |  |  |  |  |  |  |  |  |  |  |  |  |  |
|  |  |  |  |  |  |  |  |             |             |             |             |             |             |  |  |               |               |               |               |               |               |  |  |                 |                 |                 |                 |                 |                 |  |  |               |               |               |               |               |               |  |  |                |                |                |                |                |                |  |  |              |              |              |              |              |              |  |  |             |             |             |             |             |             |  |  |  |  |  |  |  |  |  |  |  |  |  |  |  |  |  |  |  |  |  |  |  |  |  |  |  |  |  |  |  |  |  |  |  |  |  |  |
|  |  |  |  |  |  |  |  | 代王 劉喜   | 代王 劉喜   | 代王 劉喜   | 代王 劉喜   | 代王 劉喜   | 代王 劉喜   |  |  |               |               |               |               |               |               |  |  |                 |                 |                 |                 |                 |                 |  |  | (1)高祖 劉邦  | (1)高祖 劉邦  | (1)高祖 劉邦  | (1)高祖 劉邦  | (1)高祖 劉邦  | (1)高祖 劉邦  |  |  |                |                |                |                |                |                |  |  |              |              |              |              |              |              |  |  | 楚王 劉交   | 楚王 劉交   | 楚王 劉交   | 楚王 劉交   | 楚王 劉交   | 楚王 劉交   |  |  |  |  |  |  |  |  |  |  |  |  |  |  |  |  |  |  |  |  |  |  |  |  |  |  |  |  |  |  |  |  |  |  |  |  |  |  |
|  |  |  |  |  |  |  |  | 代王 劉喜   | 代王 劉喜   | 代王 劉喜   | 代王 劉喜   | 代王 劉喜   | 代王 劉喜   |  |  |               |               |               |               |               |               |  |  |                 |                 |                 |                 |                 |                 |  |  | (1)高祖 劉邦  | (1)高祖 劉邦  | (1)高祖 劉邦  | (1)高祖 劉邦  | (1)高祖 劉邦  | (1)高祖 劉邦  |  |  |                |                |                |                |                |                |  |  |              |              |              |              |              |              |  |  | 楚王 劉交   | 楚王 劉交   | 楚王 劉交   | 楚王 劉交   | 楚王 劉交   | 楚王 劉交   |  |  |  |  |  |  |  |  |  |  |  |  |  |  |  |  |  |  |  |  |  |  |  |  |  |  |  |  |  |  |  |  |  |  |  |  |  |  |
|  |  |  |  |  |  |  |  |             |             |             |             |             |             |  |  |               |               |               |               |               |               |  |  |                 |                 |                 |                 |                 |                 |  |  |               |               |               |               |               |               |  |  |                |                |                |                |                |                |  |  |              |              |              |              |              |              |  |  |             |             |             |             |             |             |  |  |  |  |  |  |  |  |  |  |  |  |  |  |  |  |  |  |  |  |  |  |  |  |  |  |  |  |  |  |  |  |  |  |  |  |  |  |
|  |  |  |  |  |  |  |  | 呉王 劉濞   | 呉王 劉濞   | 呉王 劉濞   | 呉王 劉濞   | 呉王 劉濞   | 呉王 劉濞   |  |  | 斉王 劉肥     | 斉王 劉肥     | 斉王 劉肥     | 斉王 劉肥     | 斉王 劉肥     | 斉王 劉肥     |  |  | (2)恵帝 劉盈    | (2)恵帝 劉盈    | (2)恵帝 劉盈    | (2)恵帝 劉盈    | (2)恵帝 劉盈    | (2)恵帝 劉盈    |  |  | 趙王 劉如意   | 趙王 劉如意   | 趙王 劉如意   | 趙王 劉如意   | 趙王 劉如意   | 趙王 劉如意   |  |  | (前3)文帝 劉恒 | (前3)文帝 劉恒 | (前3)文帝 劉恒 | (前3)文帝 劉恒 | (前3)文帝 劉恒 | (前3)文帝 劉恒 |  |  |              |              |              |              |              |              |  |  | 淮南王 劉長 | 淮南王 劉長 | 淮南王 劉長 | 淮南王 劉長 | 淮南王 劉長 | 淮南王 劉長 |  |  |  |  |  |  |  |  |  |  |  |  |  |  |  |  |  |  |  |  |  |  |  |  |  |  |  |  |  |  |  |  |  |  |  |  |  |  |
|  |  |  |  |  |  |  |  | 呉王 劉濞   | 呉王 劉濞   | 呉王 劉濞   | 呉王 劉濞   | 呉王 劉濞   | 呉王 劉濞   |  |  | 斉王 劉肥     | 斉王 劉肥     | 斉王 劉肥     | 斉王 劉肥     | 斉王 劉肥     | 斉王 劉肥     |  |  | (2)恵帝 劉盈    | (2)恵帝 劉盈    | (2)恵帝 劉盈    | (2)恵帝 劉盈    | (2)恵帝 劉盈    | (2)恵帝 劉盈    |  |  | 趙王 劉如意   | 趙王 劉如意   | 趙王 劉如意   | 趙王 劉如意   | 趙王 劉如意   | 趙王 劉如意   |  |  | (前3)文帝 劉恒 | (前3)文帝 劉恒 | (前3)文帝 劉恒 | (前3)文帝 劉恒 | (前3)文帝 劉恒 | (前3)文帝 劉恒 |  |  |              |              |              |              |              |              |  |  | 淮南王 劉長 | 淮南王 劉長 | 淮南王 劉長 | 淮南王 劉長 | 淮南王 劉長 | 淮南王 劉長 |  |  |  |  |  |  |  |  |  |  |  |  |  |  |  |  |  |  |  |  |  |  |  |  |  |  |  |  |  |  |  |  |  |  |  |  |  |  |
|  |  |  |  |  |  |  |  |             |             |             |             |             |             |  |  |               |               |               |               |               |               |  |  |                 |                 |                 |                 |                 |                 |  |  |               |               |               |               |               |               |  |  |                |                |                |                |                |                |  |  |              |              |              |              |              |              |  |  |             |             |             |             |             |             |  |  |  |  |  |  |  |  |  |  |  |  |  |  |  |  |  |  |  |  |  |  |  |  |  |  |  |  |  |  |  |  |  |  |  |  |  |  |
|  |  |  |  |  |  |  |  | 斉王 劉襄   | 斉王 劉襄   | 斉王 劉襄   | 斉王 劉襄   | 斉王 劉襄   | 斉王 劉襄   |  |  | 城陽王 劉章   | 城陽王 劉章   | 城陽王 劉章   | 城陽王 劉章   | 城陽王 劉章   | 城陽王 劉章   |  |  | *前少帝 劉某    | *前少帝 劉某    | *前少帝 劉某    | *前少帝 劉某    | *前少帝 劉某    | *前少帝 劉某    |  |  | *後少帝 劉弘  | *後少帝 劉弘  | *後少帝 劉弘  | *後少帝 劉弘  | *後少帝 劉弘  | *後少帝 劉弘  |  |  | (4)景帝 劉啓   | (4)景帝 劉啓   | (4)景帝 劉啓   | (4)景帝 劉啓   | (4)景帝 劉啓   | (4)景帝 劉啓   |  |  | 梁王 劉武    | 梁王 劉武    | 梁王 劉武    | 梁王 劉武    | 梁王 劉武    | 梁王 劉武    |  |  | 淮南王 劉安 | 淮南王 劉安 | 淮南王 劉安 | 淮南王 劉安 | 淮南王 劉安 | 淮南王 劉安 |  |  |  |  |  |  |  |  |  |  |  |  |  |  |  |  |  |  |  |  |  |  |  |  |  |  |  |  |  |  |  |  |  |  |  |  |  |  |
|  |  |  |  |  |  |  |  | 斉王 劉襄   | 斉王 劉襄   | 斉王 劉襄   | 斉王 劉襄   | 斉王 劉襄   | 斉王 劉襄   |  |  | 城陽王 劉章   | 城陽王 劉章   | 城陽王 劉章   | 城陽王 劉章   | 城陽王 劉章   | 城陽王 劉章   |  |  | *前少帝 劉某    | *前少帝 劉某    | *前少帝 劉某    | *前少帝 劉某    | *前少帝 劉某    | *前少帝 劉某    |  |  | *後少帝 劉弘  | *後少帝 劉弘  | *後少帝 劉弘  | *後少帝 劉弘  | *後少帝 劉弘  | *後少帝 劉弘  |  |  | (4)景帝 劉啓   | (4)景帝 劉啓   | (4)景帝 劉啓   | (4)景帝 劉啓   | (4)景帝 劉啓   | (4)景帝 劉啓   |  |  | 梁王 劉武    | 梁王 劉武    | 梁王 劉武    | 梁王 劉武    | 梁王 劉武    | 梁王 劉武    |  |  | 淮南王 劉安 | 淮南王 劉安 | 淮南王 劉安 | 淮南王 劉安 | 淮南王 劉安 | 淮南王 劉安 |  |  |  |  |  |  |  |  |  |  |  |  |  |  |  |  |  |  |  |  |  |  |  |  |  |  |  |  |  |  |  |  |  |  |  |  |  |  |
|  |  |  |  |  |  |  |  |             |             |             |             |             |             |  |  |               |               |               |               |               |               |  |  |                 |                 |                 |                 |                 |                 |  |  |               |               |               |               |               |               |  |  |                |                |                |                |                |                |  |  |              |              |              |              |              |              |  |  |             |             |             |             |             |             |  |  |  |  |  |  |  |  |  |  |  |  |  |  |  |  |  |  |  |  |  |  |  |  |  |  |  |  |  |  |  |  |  |  |  |  |  |  |
|  |  |  |  |  |  |  |  | 臨江王 劉栄 | 臨江王 劉栄 | 臨江王 劉栄 | 臨江王 劉栄 | 臨江王 劉栄 | 臨江王 劉栄 |  |  | 中山王 劉勝   | 中山王 劉勝   | 中山王 劉勝   | 中山王 劉勝   | 中山王 劉勝   | 中山王 劉勝   |  |  | 長沙王 劉発     | 長沙王 劉発     | 長沙王 劉発     | 長沙王 劉発     | 長沙王 劉発     | 長沙王 劉発     |  |  |               |               |               |               |               |               |  |  | (5)武帝 劉徹   | (5)武帝 劉徹   | (5)武帝 劉徹   | (5)武帝 劉徹   | (5)武帝 劉徹   | (5)武帝 劉徹   |  |  |              |              |              |              |              |              |  |  |             |             |             |             |             |             |  |  |  |  |  |  |  |  |  |  |  |  |  |  |  |  |  |  |  |  |  |  |  |  |  |  |  |  |  |  |  |  |  |  |  |  |  |  |
|  |  |  |  |  |  |  |  | 臨江王 劉栄 | 臨江王 劉栄 | 臨江王 劉栄 | 臨江王 劉栄 | 臨江王 劉栄 | 臨江王 劉栄 |  |  | 中山王 劉勝   | 中山王 劉勝   | 中山王 劉勝   | 中山王 劉勝   | 中山王 劉勝   | 中山王 劉勝   |  |  | 長沙王 劉発     | 長沙王 劉発     | 長沙王 劉発     | 長沙王 劉発     | 長沙王 劉発     | 長沙王 劉発     |  |  |               |               |               |               |               |               |  |  | (5)武帝 劉徹   | (5)武帝 劉徹   | (5)武帝 劉徹   | (5)武帝 劉徹   | (5)武帝 劉徹   | (5)武帝 劉徹   |  |  |              |              |              |              |              |              |  |  |             |             |             |             |             |             |  |  |  |  |  |  |  |  |  |  |  |  |  |  |  |  |  |  |  |  |  |  |  |  |  |  |  |  |  |  |  |  |  |  |  |  |  |  |
|  |  |  |  |  |  |  |  |             |             |             |             |             |             |  |  |               |               |               |               |               |               |  |  |                 |                 |                 |                 |                 |                 |  |  |               |               |               |               |               |               |  |  |                |                |                |                |                |                |  |  |              |              |              |              |              |              |  |  |             |             |             |             |             |             |  |  |  |  |  |  |  |  |  |  |  |  |  |  |  |  |  |  |  |  |  |  |  |  |  |  |  |  |  |  |  |  |  |  |  |  |  |  |
|  |  |  |  |  |  |  |  |             |             |             |             |             |             |  |  | 左丞相 劉屈氂 | 左丞相 劉屈氂 | 左丞相 劉屈氂 | 左丞相 劉屈氂 | 左丞相 劉屈氂 | 左丞相 劉屈氂 |  |  | (追)戻太子 劉拠 | (追)戻太子 劉拠 | (追)戻太子 劉拠 | (追)戻太子 劉拠 | (追)戻太子 劉拠 | (追)戻太子 劉拠 |  |  | 燕王 劉旦     | 燕王 劉旦     | 燕王 劉旦     | 燕王 劉旦     | 燕王 劉旦     | 燕王 劉旦     |  |  | (6)昭帝 劉弗陵 | (6)昭帝 劉弗陵 | (6)昭帝 劉弗陵 | (6)昭帝 劉弗陵 | (6)昭帝 劉弗陵 | (6)昭帝 劉弗陵 |  |  | 昌邑王 劉髆  | 昌邑王 劉髆  | 昌邑王 劉髆  | 昌邑王 劉髆  | 昌邑王 劉髆  | 昌邑王 劉髆  |  |  |             |             |             |             |             |             |  |  |  |  |  |  |  |  |  |  |  |  |  |  |  |  |  |  |  |  |  |  |  |  |  |  |  |  |  |  |  |  |  |  |  |  |  |  |
|  |  |  |  |  |  |  |  |             |             |             |             |             |             |  |  | 左丞相 劉屈氂 | 左丞相 劉屈氂 | 左丞相 劉屈氂 | 左丞相 劉屈氂 | 左丞相 劉屈氂 | 左丞相 劉屈氂 |  |  | (追)戻太子 劉拠 | (追)戻太子 劉拠 | (追)戻太子 劉拠 | (追)戻太子 劉拠 | (追)戻太子 劉拠 | (追)戻太子 劉拠 |  |  | 燕王 劉旦     | 燕王 劉旦     | 燕王 劉旦     | 燕王 劉旦     | 燕王 劉旦     | 燕王 劉旦     |  |  | (6)昭帝 劉弗陵 | (6)昭帝 劉弗陵 | (6)昭帝 劉弗陵 | (6)昭帝 劉弗陵 | (6)昭帝 劉弗陵 | (6)昭帝 劉弗陵 |  |  | 昌邑王 劉髆  | 昌邑王 劉髆  | 昌邑王 劉髆  | 昌邑王 劉髆  | 昌邑王 劉髆  | 昌邑王 劉髆  |  |  |             |             |             |             |             |             |  |  |  |  |  |  |  |  |  |  |  |  |  |  |  |  |  |  |  |  |  |  |  |  |  |  |  |  |  |  |  |  |  |  |  |  |  |  |
|  |  |  |  |  |  |  |  |             |             |             |             |             |             |  |  |               |               |               |               |               |               |  |  | (追)悼皇 劉進   | (追)悼皇 劉進   | (追)悼皇 劉進   | (追)悼皇 劉進   | (追)悼皇 劉進   | (追)悼皇 劉進   |  |  |               |               |               |               |               |               |  |  |                |                |                |                |                |                |  |  | *昌邑王 劉賀 | *昌邑王 劉賀 | *昌邑王 劉賀 | *昌邑王 劉賀 | *昌邑王 劉賀 | *昌邑王 劉賀 |  |  |             |             |             |             |             |             |  |  |  |  |  |  |  |  |  |  |  |  |  |  |  |  |  |  |  |  |  |  |  |  |  |  |  |  |  |  |  |  |  |  |  |  |  |  |
|  |  |  |  |  |  |  |  |             |             |             |             |             |             |  |  |               |               |               |               |               |               |  |  | (追)悼皇 劉進   | (追)悼皇 劉進   | (追)悼皇 劉進   | (追)悼皇 劉進   | (追)悼皇 劉進   | (追)悼皇 劉進   |  |  |               |               |               |               |               |               |  |  |                |                |                |                |                |                |  |  | *昌邑王 劉賀 | *昌邑王 劉賀 | *昌邑王 劉賀 | *昌邑王 劉賀 | *昌邑王 劉賀 | *昌邑王 劉賀 |  |  |             |             |             |             |             |             |  |  |  |  |  |  |  |  |  |  |  |  |  |  |  |  |  |  |  |  |  |  |  |  |  |  |  |  |  |  |  |  |  |  |  |  |  |  |
|  |  |  |  |  |  |  |  |             |             |             |             |             |             |  |  |               |               |               |               |               |               |  |  | (7)宣帝 劉詢    |                 |                 |                 |                 |                 |  |  |               |               |               |               |               |               |  |  |                |                |                |                |                |                |  |  |              |              |              |              |              |              |  |  |             |             |             |             |             |             |  |  |  |  |  |  |  |  |  |  |  |  |  |  |  |  |  |  |  |  |  |  |  |  |  |  |  |  |  |  |  |  |  |  |  |  |  |  |
|  |  |  |  |  |  |  |  |             |             |             |             |             |             |  |  |               |               |               |               |               |               |  |  |                 |                 |                 |                 |                 |                 |  |  |               |               |               |               |               |               |  |  |                |                |                |                |                |                |  |  |              |              |              |              |              |              |  |  |             |             |             |             |             |             |  |  |  |  |  |  |  |  |  |  |  |  |  |  |  |  |  |  |  |  |  |  |  |  |  |  |  |  |  |  |  |  |  |  |  |  |  |  |
|  |  |  |  |  |  |  |  |             |             |             |             |             |             |  |  |               |               |               |               |               |               |  |  |                 |                 |                 |                 |                 |                 |  |  |               |               |               |               |               |               |  |  |                |                |                |                |                |                |  |  |              |              |              |              |              |              |  |  |             |             |             |             |             |             |  |  |  |  |  |  |  |  |  |  |  |  |  |  |  |  |  |  |  |  |  |  |  |  |  |  |  |  |  |  |  |  |  |  |  |  |  |  |
|  |  |  |  |  |  |  |  |             |             |             |             |             |             |  |  |               |               |               |               |               |               |  |  | (8)元帝 劉奭    | (8)元帝 劉奭    | (8)元帝 劉奭    | (8)元帝 劉奭    | (8)元帝 劉奭    | (8)元帝 劉奭    |  |  |               |               |               |               |               |               |  |  | 楚王 劉囂      | 楚王 劉囂      | 楚王 劉囂      | 楚王 劉囂      | 楚王 劉囂      | 楚王 劉囂      |  |  |              |              |              |              |              |              |  |  |             |             |             |             |             |             |  |  |  |  |  |  |  |  |  |  |  |  |  |  |  |  |  |  |  |  |  |  |  |  |  |  |  |  |  |  |  |  |  |  |  |  |  |  |
|  |  |  |  |  |  |  |  |             |             |             |             |             |             |  |  |               |               |               |               |               |               |  |  | (8)元帝 劉奭    | (8)元帝 劉奭    | (8)元帝 劉奭    | (8)元帝 劉奭    | (8)元帝 劉奭    | (8)元帝 劉奭    |  |  |               |               |               |               |               |               |  |  | 楚王 劉囂      | 楚王 劉囂      | 楚王 劉囂      | 楚王 劉囂      | 楚王 劉囂      | 楚王 劉囂      |  |  |              |              |              |              |              |              |  |  |             |             |             |             |             |             |  |  |  |  |  |  |  |  |  |  |  |  |  |  |  |  |  |  |  |  |  |  |  |  |  |  |  |  |  |  |  |  |  |  |  |  |  |  |
|  |  |  |  |  |  |  |  |             |             |             |             |             |             |  |  |               |               |               |               |               |               |  |  |                 |                 |                 |                 |                 |                 |  |  |               |               |               |               |               |               |  |  |                |                |                |                |                |                |  |  |              |              |              |              |              |              |  |  |             |             |             |             |             |             |  |  |  |  |  |  |  |  |  |  |  |  |  |  |  |  |  |  |  |  |  |  |  |  |  |  |  |  |  |  |  |  |  |  |  |  |  |  |
|  |  |  |  |  |  |  |  |             |             |             |             |             |             |  |  | (9)成帝 劉驁  | (9)成帝 劉驁  | (9)成帝 劉驁  | (9)成帝 劉驁  | (9)成帝 劉驁  | (9)成帝 劉驁  |  |  | (追)恭皇 劉康   | (追)恭皇 劉康   | (追)恭皇 劉康   | (追)恭皇 劉康   | (追)恭皇 劉康   | (追)恭皇 劉康   |  |  | 中山王 劉興   | 中山王 劉興   | 中山王 劉興   | 中山王 劉興   | 中山王 劉興   | 中山王 劉興   |  |  | 劉勲           | 劉勲           | 劉勲           | 劉勲           | 劉勲           | 劉勲           |  |  |              |              |              |              |              |              |  |  |             |             |             |             |             |             |  |  |  |  |  |  |  |  |  |  |  |  |  |  |  |  |  |  |  |  |  |  |  |  |  |  |  |  |  |  |  |  |  |  |  |  |  |  |
|  |  |  |  |  |  |  |  |             |             |             |             |             |             |  |  | (9)成帝 劉驁  | (9)成帝 劉驁  | (9)成帝 劉驁  | (9)成帝 劉驁  | (9)成帝 劉驁  | (9)成帝 劉驁  |  |  | (追)恭皇 劉康   | (追)恭皇 劉康   | (追)恭皇 劉康   | (追)恭皇 劉康   | (追)恭皇 劉康   | (追)恭皇 劉康   |  |  | 中山王 劉興   | 中山王 劉興   | 中山王 劉興   | 中山王 劉興   | 中山王 劉興   | 中山王 劉興   |  |  | 劉勲           | 劉勲           | 劉勲           | 劉勲           | 劉勲           | 劉勲           |  |  |              |              |              |              |              |              |  |  |             |             |             |             |             |             |  |  |  |  |  |  |  |  |  |  |  |  |  |  |  |  |  |  |  |  |  |  |  |  |  |  |  |  |  |  |  |  |  |  |  |  |  |  |
|  |  |  |  |  |  |  |  |             |             |             |             |             |             |  |  |               |               |               |               |               |               |  |  | (10)哀帝 劉欣   | (10)哀帝 劉欣   | (10)哀帝 劉欣   | (10)哀帝 劉欣   | (10)哀帝 劉欣   | (10)哀帝 劉欣   |  |  | (11)平帝 劉衎 | (11)平帝 劉衎 | (11)平帝 劉衎 | (11)平帝 劉衎 | (11)平帝 劉衎 | (11)平帝 劉衎 |  |  | 劉顕           | 劉顕           | 劉顕           | 劉顕           | 劉顕           | 劉顕           |  |  |              |              |              |              |              |              |  |  |             |             |             |             |             |             |  |  |  |  |  |  |  |  |  |  |  |  |  |  |  |  |  |  |  |  |  |  |  |  |  |  |  |  |  |  |  |  |  |  |  |  |  |  |
|  |  |  |  |  |  |  |  |             |             |             |             |             |             |  |  |               |               |               |               |               |               |  |  | (10)哀帝 劉欣   | (10)哀帝 劉欣   | (10)哀帝 劉欣   | (10)哀帝 劉欣   | (10)哀帝 劉欣   | (10)哀帝 劉欣   |  |  | (11)平帝 劉衎 | (11)平帝 劉衎 | (11)平帝 劉衎 | (11)平帝 劉衎 | (11)平帝 劉衎 | (11)平帝 劉衎 |  |  | 劉顕           | 劉顕           | 劉顕           | 劉顕           | 劉顕           | 劉顕           |  |  |              |              |              |              |              |              |  |  |             |             |             |             |             |             |  |  |  |  |  |  |  |  |  |  |  |  |  |  |  |  |  |  |  |  |  |  |  |  |  |  |  |  |  |  |  |  |  |  |  |  |  |  |
|  |  |  |  |  |  |  |  |             |             |             |             |             |             |  |  |               |               |               |               |               |               |  |  |                 |                 |                 |                 |                 |                 |  |  |               |               |               |               |               |               |  |  | *孺子 劉嬰     |                |                |                |                |                |  |  |              |              |              |              |              |              |  |  |             |             |             |             |             |             |  |  |  |  |  |  |  |  |  |  |  |  |  |  |  |  |  |  |  |  |  |  |  |  |  |  |  |  |  |  |  |  |  |  |  |  |  |  |

- 正室：呂雉（高皇后） - のちに光武帝により皇后位・諡号を剝奪される
  - 長女：魯元公主 - 張敖室で孝恵張皇后の母
  - 次男：劉盈（恵帝） - 第2代皇帝
- 側室：薄姫（贈高皇后）- 子の即位により皇太后となる。また光武帝により皇后位・諡号を追贈される
  - 四男：代王 劉恒（文帝） - 第5代皇帝
- 側室：戚夫人
  - 三男：趙隠王 劉如意（代王→趙隠王）
- 側室：趙姫
  - 七男：淮南厲王 劉長
- 側室：管夫人
- 側室：趙子児
- 側室：石美人 - 石奮の姉
- 愛人：曹氏 - 即位前の妾
  - 長男：斉悼恵王 劉肥
- 生母不詳の子女
  - 五男：趙共王 劉恢（淮陽王→梁王→趙共王）
  - 六男：趙幽王 劉友（中国語版）（河間王→淮陽王→趙幽王）
  - 八男：燕霊王 劉建（中国語版）（燕霊王）

## 劉邦が登場する作品
戯曲
- 『項羽と劉邦』（長与善郎）

小説
- 『項羽と劉邦』（司馬遼太郎）
- 『劉邦の宦官』（黒澤はゆま）
- 『劉邦』（宮城谷昌光）
- 『長城のかげ』（宮城谷昌光）
- 『香乱記』（宮城谷昌光）

映画
- 『項羽と劉邦/その愛と興亡』（1994年、中国・香港合作、演：チャン・フォンイー）
- 『項羽と劉邦/White Vengeance』（2011年、中国、演：レオン・ライ）
- 『項羽と劉邦 鴻門の会』（2012年、中国、演：リウ・イエ）

テレビドラマ
- 『項羽と劉邦・背水の陣』（1991年、中国、演：石維堅）
- 『劉邦と項羽』（1997年、中国、演：劉文治）
- 『大漢風 〜項羽と劉邦〜』（2004年、中国、演：シャオ・ロンション）
- 『項羽と劉邦（中国語版）』（2004年、香港、演：アダム・チェン）
- 『劉邦の大風歌 -漢建国記-』（2009年、中国、演：レイ・ロイ）
- 『THE MYTH/神話』（2009年、中国、演：リー・イーシャン）
- 『項羽と劉邦 King's War』（2012年、中国、演：チェン・ダオミン）

漫画
- 『項羽と劉邦』『史記』（横山光輝）
- 『沙流譚 -漢書-』（石ノ森章太郎）
- 『赤龍王』（本宮ひろ志）
- 『達人伝-9万里を風に乗り-』（王欣太）
- 『レッドドラゴン』（池野雅博）
- 『龍帥の翼 史記・留侯世家異伝』（川原正敏）
- 『劉邦』（高橋のぼる）

歴史シミュレーションゲーム
- 『項劉記』(1993年、光栄)